# Пупиди-Велиди
Пупиди-Велиди су метеорски рој који представља колекцију већег броја суб-радијаната који се налазе у овој области, а који су визуелно неразлучиви. С обзиром на комплексност радијанта, за правилно приписивање метеора овом роју треба узети да је пречник радијанта 20°. Активност Пупида-Велида је око 2, осим у максимуму када прелази 5. Аполо астероид 2102 Тантал је предложен за матично тело овог роја, али се експериментални и теоријски подаци не слажу довољно да би било могуће дати дефинитиван закључак